# Autismebeweging

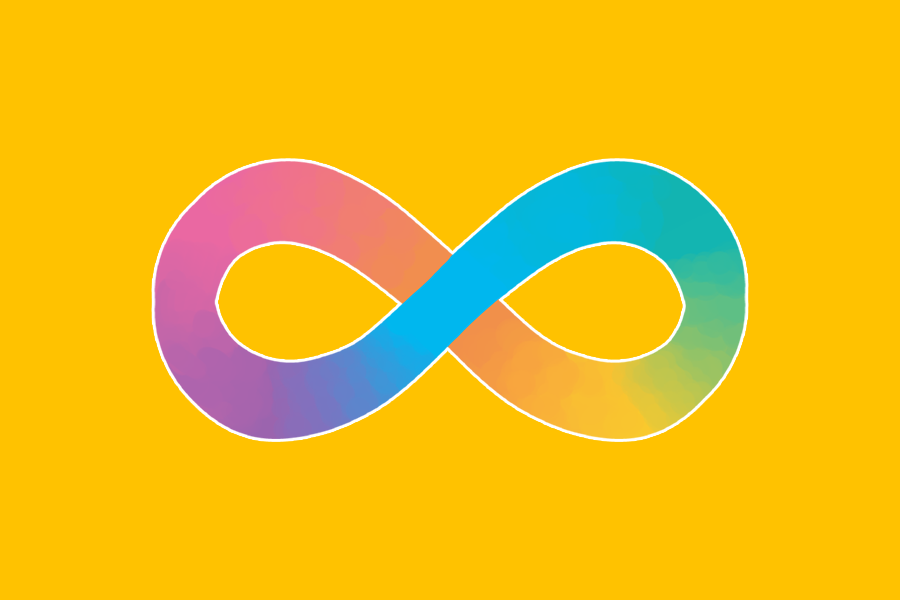
Autistic Pride Flag

De autismebeweging (Engels: autism movement, autism rights movement, autistic acceptance movement of autistic culture movement) is een sociale beweging die de nadruk legt op het bestaan van neurodiversiteit en als doel heeft de maatschappelijke positie en het welzijn van autistische mensen te verbeteren door hen te erkennen als een minderheidsgroepering en te realiseren dat ze niet worden uitgesloten. Om dit te bereiken werkt de beweging aan vergroten van kennis over en acceptatie van autisme in de samenleving zodat autisme wordt gezien als een andere manier van functioneren, in plaats van een stoornis of handicap die genezen moet worden.

## Gehandicaptenbeweging
De beweging is onderdeel van de gehandicaptenbeweging, die in Nederland (opnieuw) actief werd vanaf de jaren 1970. Dat was een kleine tien jaar na het begin van de beweging in de Verenigde Staten, de disability rights movement, die geïnspireerd was door de Afro-Amerikaanse burgerrechtenbeweging (civil rights movement) en de vrouwenbeweging (women's rights movement), en soms ook samen met die bewegingen optrok.

## Het medische en sociale model van handicap
Autisme- en neurodiversiteit-activisten stellen dat autisme moet worden geaccepteerd als een natuurlijke uiting van het menselijke genoom, en beschouwd moet worden vanuit het sociale model van handicap. Dit perspectief onderscheidt zich van medische model, het uitgangspunt dat een handicap een 'defect' of 'afwijking' is aan de gehandicapte persoon. In deze visie is het individu slachtoffer van dit defect, de mogelijkheden van het individu zijn beperkt door dit defect en de maatschappij heeft een verantwoordelijkheid om het individu te 'helpen' en wetenschappelijk en medisch onderzoek richt zich op behandeling of genezing van de beperking.
In het sociale model van handicap zijn de rechten van de mens het uitgangspunt en staan inclusie en gelijkwaardigheid centraal. In dit model zijn de mogelijkheden van het individu beperkt door ontoegankelijkheid van de samenleving, bijvoorbeeld de openbare ruimte, openbaar vervoer, woningen, websites, werkruimtes, restaurants en theaters. De handicap is in dit model "een sociaal probleem van een samenleving die normen oplegt aan lichamen". In het sociale model is wetenschappelijk onderzoek in het vakgebied Disability studies (handicapstudies) gericht op het faciliteren van mensen met een beperking en de wijze waarop het beste uitvoering kan worden gegeven aan het VN-verdrag handicap. Het vakgebied ontstond in de jaren jaren 1980 in de Verenigde Staten, het Verenigd Koninkrijk en Canada, en is ook in Nederland in opkomst. Binnen dit wetenschappelijk onderzoek wordt gebruik gemaakt van de ervaring van ervaringsdeskundigen, vanuit het principe 'nothing about us without us' (Engels voor 'niets over ons zonder ons'). Net als bij vrouwenstudies, genderstudies en Afro-Amerikaanse studies of postkolonialisme wordt er onderwezen dat de minderheidsgroepering, die onderwerp is van de studie, zich niet zou hoeven aanpassen aan de intolerante maatschappij, maar is het aan de maatschappij om te veranderen.

### Autisme in het medische en sociale model
In het medische model is autisme een stoornis, veroorzaakt door een genetisch defect (naast de ontkrachte pseudowetenschappelijke theorie over vaccins als oorzaak van autisme en de ontkrachte koelkastmoedertheorie), moet autisme worden behandeld en genezen en moet wetenschappelijk onderzoek gericht zijn op de genen die autisme veroorzaken. Vanuit dit model wordt autistisch gedrag beschouwd als schadelijk; dat gedrag moet worden verminderd of geëlimineerd door gedragsverandering, bijvoorbeeld door middel van behandelingen gebaseerd op toegepaste gedragsanalyse (Engels: Applied Behavior Analysis (ABA)).
In het sociale model is autisme een neurotype, een natuurlijke variatie in de hersenen en moet wetenschappelijk onderzoek gericht zijn op het faciliteren van autistische mensen en de wijze waarop het beste uitvoering kan worden gegeven aan het VN-verdrag handicap. Dit wordt ook het neurodiversiteitsmodel genoemd. Voorstanders van dit model stellen dat pogingen om autisme te 'genezen' niet vergelijkbaar zijn met het genezen van ziektes zoals kanker maar eerder met het verouderde idee dat linkshandigheid moet worden genezen. Binnen de beweging stellen mensen dat het autisme onlosmakelijk is verweven met hun identiteit, en ze dus helemaal niet willen 'genezen' van hun autisme. Hun belangenbehartiging is voornamelijk gericht op acceptatie, aanpassing en ondersteuning van autistische en andere neurodivergente mensen in de samenleving. Niet het autistische gedrag is schadelijk, maar het als abnormaal beschouwen van dat gedrag. Ook wordt er aan gewerkt om incorrecte ideeën die er bestaan in de maatschappij te uit te bannen, zoals het idee dat autistische mensen niet empathisch en niet sociaal zouden zijn.

## Geschiedenis

### 1980 tot 2000: autisme-organisaties, nieuwsbrieven en conferenties
Activist Jim Sinclair wordt vaak gezien als de grondlegger van de beweging. In de late jaren tachtig sprak Sinclair zich uit tegen het proberen te genezen van autisme. In 1992 richtte Sinclair Autism Network International (ANI) op, een organisatie die onder andere artikelen publiceert "geschreven door en voor mensen met autisme". Andere betrokkenen bij de oprichting van ANI waren Donna Williams en Kathy Grant. Het eerste nummer van de ANI nieuwsbrief, Our Voice, werd in november 1992 online verspreid onder een publiek van voornamelijk neurotypische professionals en ouders van jonge autistische kinderen. Het aantal autisten in de organisatie groeide in de loop van de jaren langzaam en ANI werd uiteindelijk een communicatienetwerk voor gelijkgestemde autisten.
De ANI organiseert sinds 1996 jaarlijks (behalve in 2011) een zogeheten Autreat. Autreat is een conferentie die wordt gehouden voor autistische personen in de Verenigde Staten. Het thema van de eerste conferentie was "Celebrating Autistic Culture" en had 60 deelnemers. De conferentie vond plaats in de Camp Bristol Hills in Canadaigua, New York. Het succes van Autreat leidde tot gelijksoortige organisaties, zoals Association for Autistic Community's conference, Autspace in de Verenigde Staten, Autspace in het Verenigd Koningrijk en Project Empowerment in Zweden.
De Nederlandse computerprogammeur Martijn Dekker lanceerde in 1996 "Independent Living on the Autism Spectrum", een mailinglijst via e-mail. De lijst verwelkomde autistische mensen en mensen met ADHD, dyslexie en dyscalculie, die enigszins aan autisme verwant zijn. Onder andere de schrijver Harvey Blume was lid van de lijst en beschreef het als een omarming van wat hij het "neurologisch pluralisme" noemde. Blume besprak zijn concept van "neurologische diversiteit" met de Australische socioloog Judy Singer. De term neurodiversiteit kwam voor het eerst in een publicatie voor in 1998 in de afstudeerscriptie van Singer aan de University of Technology Sydney en in een artikel van Blume in The Atlantic, getiteld Neurodiversity, on the neurological underpinnings of geekdom.
Singer en Blume zien menselijke cognitieve variatie in de context van biodiversiteit en de politiek van minderheidsgroepen. Deze visie kwam voort uit de beweging voor autismerechten, als een uitdaging voor de heersende opvattingen dat bepaalde verschijnselen die werden geclassificeerd als neurologische ontwikkelingsstoornissen inherent pathologisch zijn. Het bouwt voort op het sociale model van handicap, waarin handicap voortkomt uit maatschappelijke barrières die interageren met individuele verschillen, in tegenstelling tot de idee dat mensen gehandicapt zijn simpelweg als gevolg van het hebben van beperkingen.

### Vanaf 2000: de opkomst van zelf-belangenbehartiging en autisme pride
Aspies For Freedom (AFF) is opgericht in 2004. Een autisme pride-dag werd georganiseerd in 2005. AFF nam ook het initiatief om te protesteren tegen de National Alliance for Autism Research, Cure Autism Now, en het Judge Rotenberg Center. In 2004 wijdde The New York Times een cover aan het perspectief van de autismerechten door het artikel van Amy Harmon te publiceren: "How about not curing us? Some autistics are pleading."
In 2006 richtte Estee Klar in samenwerking met een autisme-adviseur en een bestuur het Autism Acceptence Project op. Het project is aangesloten bij The Autistic Self Avocacy Network en andere activistische groepen in Noord Amerika. Het Autism Acceptance Project was een van de eerste dat de petitie tegen de New York Child Study Campaign tekende. Het is ook erkend door Autistic Self Avocacy Network (ASAN) in een brief naar de Verenigde Naties, als een van de autisme-organisaties om de acceptatie van autisme te vergoten.
In 2008 slaagde het ASAN erin om twee advertentiecampagnes te stoppen die vernederend waren voor autisten. De eerste campagne betrof een serie advertenties gepubliceerd door de NYU Child Study Center, die verscheen in vorm van losgeldbriefjes. Een van de briefjes luidde: "Wij hebben je zoon. We zorgen ervoor dat hij niet langer voor zichzelf kan zorgen of sociaal communiceert zolang hij leeft. Dit is slechts het begin." De tweede campagne werd gepubliceerd door de People for the Ethical Treatment of Animals (PETA). In deze advertentie wordt een fronsend gezicht gevormd in een lege melkkom door de achtergebleven stukjes cornflakes. De tekst luidde: "Heb je autisme?" De achterliggende gedachte was dat er een link was met autisme en de caseïne in melk. Telefoonoproepen, brieven en petities werden georganiseerd bij de ASAN om de advertenties te verwijderen.
De opkomst van het internet voorzag in mogelijkheden voor autisten om contact te hebben en zich te organiseren ongeacht de afstand. Zo bood het internet ruimte aan de leden van de beweging om te communiceren en zich te organiseren.